# مدرسه صدر تهران
با مدرسه صدر بازار (اصفهان) اشتباه نشود.
مدرسه صدر تهران یا حوزه علمیه مشکات از مدارس قدیمی تهران (دومین مدرسه ساخته شده در شهر تهران) است و در محله بازار تهران و خیابان مصطفی خمینی، ۱۵ خرداد، بین عرب زاده و بازار بزازها واقع شده‌است. این مرکز به مساحت به مساحت ۱۸۳۶ مترمربع یکی از ۵ حوزه علمیه در محله بازار تهران تهران می‌باشد. کتابخانه این مدرسه دارای ۵۰۰۰ جلد کتاب است.
معتمدالدوله میرزا شفیع خان مازندرانی پس از عزل حاج ابراهیم کلانتر شیرازی به وزارت در دستگاه فتحعلی شاه قاجار رسید. او در ضلع غربی جلوخان مسجد شاه مدرسهٔ کوچک صدر را بنا کرد.

## پیشینه
بانی مدرسه صدر که در جلوخان مسجد سلطانی (مسجد شاه) قرار داشت، میرزا شفیع، صدراعظمِ فتحعلی شاه در بین سال‌های ۱۲۱۵ قمری تا ۱۲۳۴ قمری، بود و این مدرسه به همین سبب به مدرسه میرزا شفیع نیز شهرت یافت.
میرزا محمدرضا قمشه‌ای (درگذشت ۱۳۴۸ خورشیدی) حکیم برجسته و شاگردانش میر شهاب‌الدین نیریزی شیرازی و میرزا محمود کهکی قمی، متخلص به رضوان، در مدرسه صدر تدریس می‌کردند. سید اشرف‌الدین گیلانی، مشهور به نسیم شمال شاعر مشهور و سراینده اشعار نشریه نسیم شمال، در همین مدرسه حجره داشت. شیخ عبدالحسین رشتی (درگذشت ۱۳۷۳ قمری)، فیلسوف و فقیه، در سال‌های قبل از عزیمت به نجف در ۱۳۲۳ در این مدرسه ادبیات درس می‌داد.